# Heinrich von Schultheiß

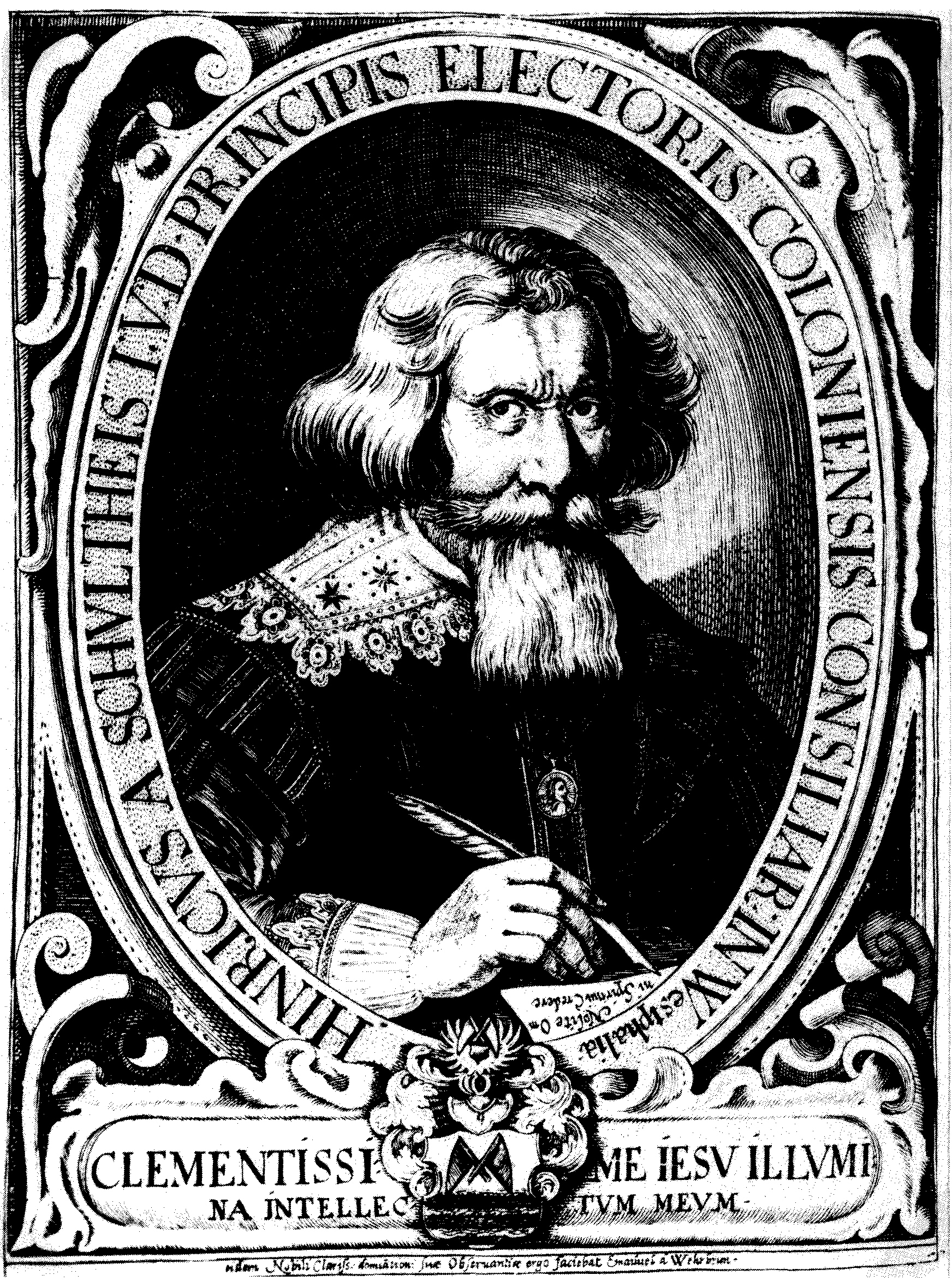
Heinrich von Schultheiß

Heinrich von Schultheiß (* 1580 in Scharmede bei Salzkotten im Hochstift Paderborn; † 1646 vermutlich in Arnsberg) war ein  Hexenkommissar im Herzogtum Westfalen. Er war maßgeblich an der westfälischen Hexenverfolgung beteiligt. Er wurde als Hexentheoretiker bekannt, vor allem durch Streitschriften zur Verteidigung der Hexenprozesse.

## Familiäre Herkunft und Ausbildung
Wenn es richtig ist, dass Schultheiß Sohn eines Heinrich Schulte aus Scharmede im damaligen Hochstift Paderborn war, stammte er aus einer begüterten großbäuerlichen Familie. Vater Heinrich war zudem als Amtmann Vertreter der Obrigkeit und stand in Beziehung zum geistlichen und weltlichen Adel des Territoriums. Der junge Heinrich wuchs in einer Zeit auf, als die Gegenreformation unter Bischof Dietrich von Fürstenberg (1585–1618) im Hochstift ihren Höhepunkt erreichte. Unter ihm übernahmen die Jesuiten die Domschule, die auch Heinrich besuchte. Inwieweit diese für seine Haltung in der Hexenfrage prägend waren, ist unklar. Für seine spätere Entwicklung bemerkenswert ist allerdings, dass bereits sein Vater 1597 an einem Hexenprozess als Schöffe beteiligt war, bei dem zwölf Frauen verurteilt und hingerichtet wurden. Wenn auch vergebens, wurde der Vater von einem Sohn einer Verurteilten wegen Rechtsbeugung vor dem Reichskammergericht verklagt. Prägend dürfte auch der Verfolgungseifer von Bischof Dietrich im Paderborner Land und dessen Bruder Kaspar von Fürstenberg als Landdrost im Herzogtum Westfalen gewesen sein.
Neben der väterlichen Unterstützung erlaubte ihm eine kleine geistliche Pfründe ein Studium der Jurisprudenz in Köln und Würzburg. Seine juristischen Lehrer ließen keinen Zweifel an der Notwendigkeit der Hexenverfolgung auf Basis des Malleus Maleficarum, plädierten dabei aber für die Zuständigkeit weltlicher Gerichte. Schultheiß schloss sein Studium mit dem Grad eines Doktors ab. Er gab seine geistlichen Pfründe auf und trat als weltlicher Fachmann für das römische Recht in die Dienste des Mainzer Erzbischofs Johann Schweikhard von Cronberg. Er amtierte als kurmainzer Rat auf dem Eichsfeld. Er heiratete mit Adelheid Kemp eine Verwandte des kurkölnischen Kanzlers Dr. Johann Kemp. Damit war er in den Verkehrskreis der hohen kölnischen Beamtenschaft eingebunden. Wohl nicht zuletzt diese Verwandtschaft trug zum Wechsel in die Dienste der Kölner Kurfürsten bei.

## Wirken als Hexenrichter

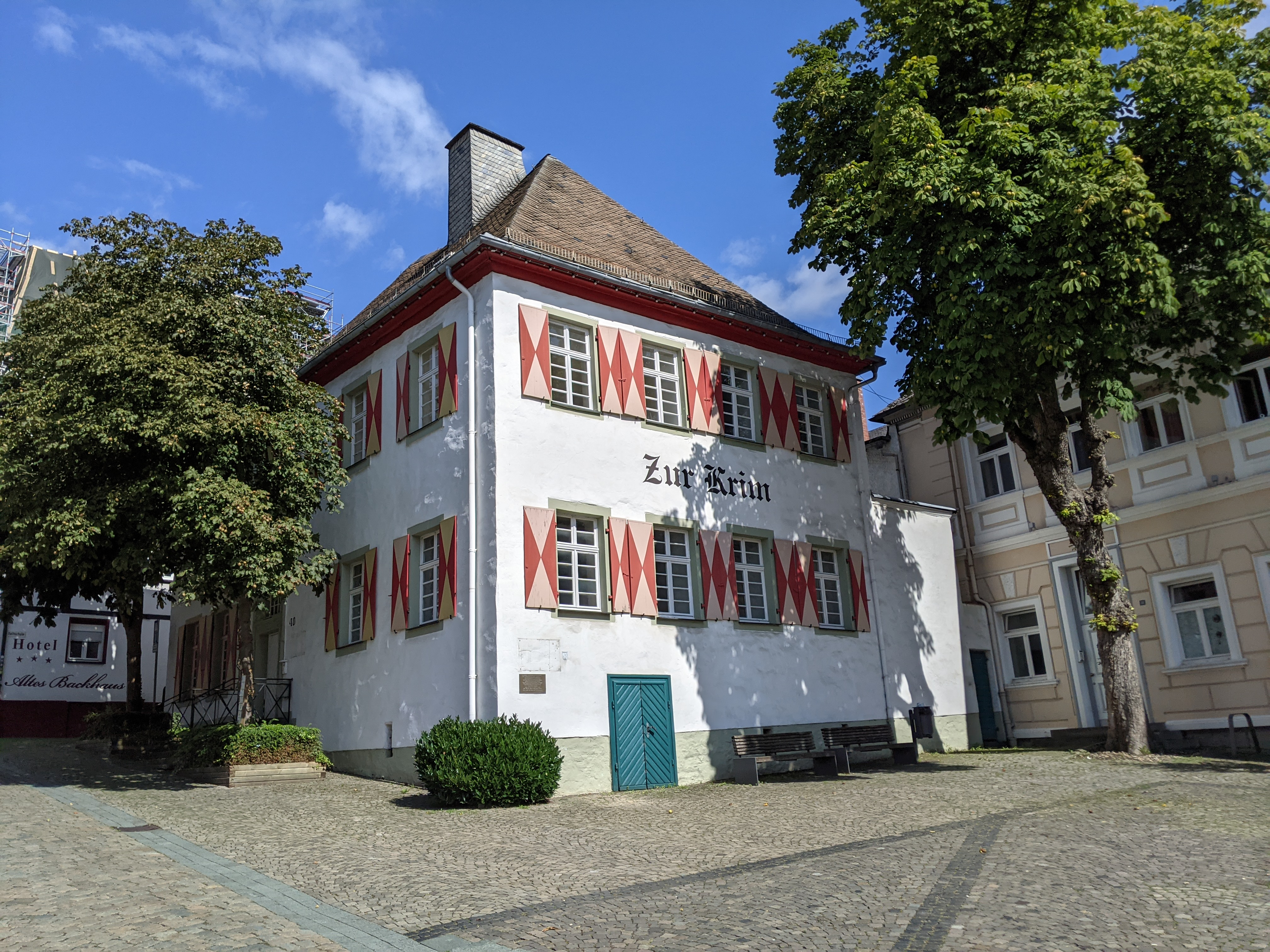
Wohnhaus des Hexenrichters Schultheiß in Arnsberg

Um 1610 wurde Schultheiß zunächst Kommissar am Hofgericht in Köln und kam um 1614 nach Arnsberg in das Herzogtum Westfalen. Dort war er zunächst kurfürstlicher Rat und „advocatus fisci“ (d. h. Vertreter des Fiskus in Prozessen mit den Untertanen). Damit war er ein Mitglied der kurfürstlichen Zentralverwaltung und hatte gute Beziehungen sowohl zu seinen Vorgesetzten, den Landdrosten Kaspar und Friedrich von Fürstenberg. Auch sein Verhältnis gegenüber Ferdinand Erzbischof von Köln war vertrauensvoll.
Der Bonner Hof und die kurfürstlichen Beamten im Herzogtum waren im Zuge der Staatsbildung der frühen Neuzeit bestrebt, die Rechte des (fernen) Kurfürsten gegen die Landstände durchzusetzen. Wenngleich diese Bemühungen im Wesentlichen nur begrenzten Erfolg hatten, ist dieser berufliche Hintergrund doch bezeichnend. Das Phänomen der Hexenprozesse im 17. Jahrhundert war eben kein Relikt des Mittelalters, sondern vielmehr in gewissem Sinn Teil des frühneuzeitlichen Modernisierungsprozesses und des konfessionellen Zeitalters. Gerade auch bei Schultheiß sind Bekämpfung des „Hexenunwesen“ und Kampf gegen den Protestantismus nur schwerlich zu trennen.
Als Hexenprozesskommissar leitete Schultheiß 1616 die Hexenprozesse in Hirschberg, 1629 in Arnsberg und war 1628 in dieser Funktion im Gogericht Erwitte tätig. Die letzten Prozesse, die man ihm zuschreiben kann, fanden 1643 in Werl statt. Formal waren die Hexenkommissare nur Berater der Gerichte, haben aber faktisch eine richterliche Funktion inne. Schultheiß hat die für eine Verurteilung nötigen Geständnisse durch Suggestivfragen und durch Folter erzielt. Es kam mehrfach vor, dass Angeklagte die Folter überstanden und freigelassen werden mussten. Aber häufig wurden sie dann bei folgenden Prozessen erneut verhaftet, starben unter der Folter oder wurden verurteilt.
Daneben war er 1623 an Verfahren gegen Hochverrat im Bistum Paderborn beteiligt und war auch in diesem Zusammenhang für verschiedene Todesurteile und die Hinrichtung von Unterstützern des evangelischen Heerführers Christian von Braunschweig verantwortlich. Die Tätigkeit von Schultheiß als Hexenjäger fiel in den 1630er Jahren mit dem Höhepunkt der Hexenverfolgungen überhaupt zusammen. Nach Angaben von Decker fallen allein in die Jahre 1628 bis 1631 im Herzogtum Westfalen über 600 Hinrichtungen. Nachweislich war Schultheiß dabei an Prozessen in Anröchte, Oestereiden, Erwitte und in Arnsberg beteiligt.
Neben den zahlreichen weitgehend unbekannten Verurteilten fiel dem Hexenrichter mit Henneke von Essen auch ein Kollege in den Diensten des Kurstaates und mehrfacher Bürgermeister der Residenzstadt Arnsberg zum Opfer.
Ob er zum Dank für seine geleisteten Dienste in den frühen 1630er Jahren in den Adelsstand erhoben wurde, ist nicht gesichert. Möglicherweise benutzte er das "von" auf der Titelseite seiner Hexenschrift auch, um einen Anspruch der Gleichberechtigung von Doktoren gegenüber dem Adel auszudrücken. Damit hatte er eine bemerkenswert moderne Karriere hinter sich. Obwohl sein Vater wirtschaftlich Großgrundbesitzer war, blieb dieser rechtlich doch Eigenhöriger. Sein Sohn schaffte durch Bildung und Protektion dagegen den Aufstieg nicht nur ins Bildungsbürgertum, sondern möglicherweise sogar in den Adel. Auch sein Lebensstil bewegte sich wenig eindeutig zwischen den Ständen. Einerseits spricht der systematische Erwerb von Landbesitz und der Bau eines „Lusthauses“ im Dickenbruch bei Arnsberg für den Versuch, einen adeligen Lebensstil zu kopieren. Auf der anderen Seite ist der Kauf eines Sägewerks Beleg für einen ausgeprägten bürgerlichen Erwerbstrieb. In der Stadt Arnsberg bewohnte Schultheiß ein Haus direkt am Marktplatz und unmittelbar in der Nähe des Rathauses. Ob der volkstümliche Name „Himmelspförtner Haus“ sich auf die Tätigkeit von Schultheiß als Richter in Hexenprozessen bezieht, ist freilich umstritten. Das „Himmelspförtner Haus“ ist ein Haus auf dem Grundstück der späteren Gastwirtschaft Zur Krim.
Den weiteren Aufstieg verhinderte der Vormarsch protestantischer Truppen im Verlauf des Dreißigjährigen Krieges. Bereits 1633 musste Schultheiß nach Köln fliehen, wo er auch seine Schrift über Hexenprozesse (s. u.) drucken ließ. Nach seiner Rückkehr ins Herzogtum Westfalen war er im Jahr 1643 an den „Zaubereiprozessen“ in Werl beteiligt.
In den Hexenverfahren spielte er eine  verhängnisvolle Rolle, weil er kein Erbarmen mit den Opfern zeigte. Das Verfahren von Schultheiß entsprach dabei dem damals üblichen Vorgehen. Aufgrund von Denunziationen erfolgten Verhaftung, Folter, Geständnis und Urteil. Gestorben ist er wohl im Jahr 1646 in Arnsberg.

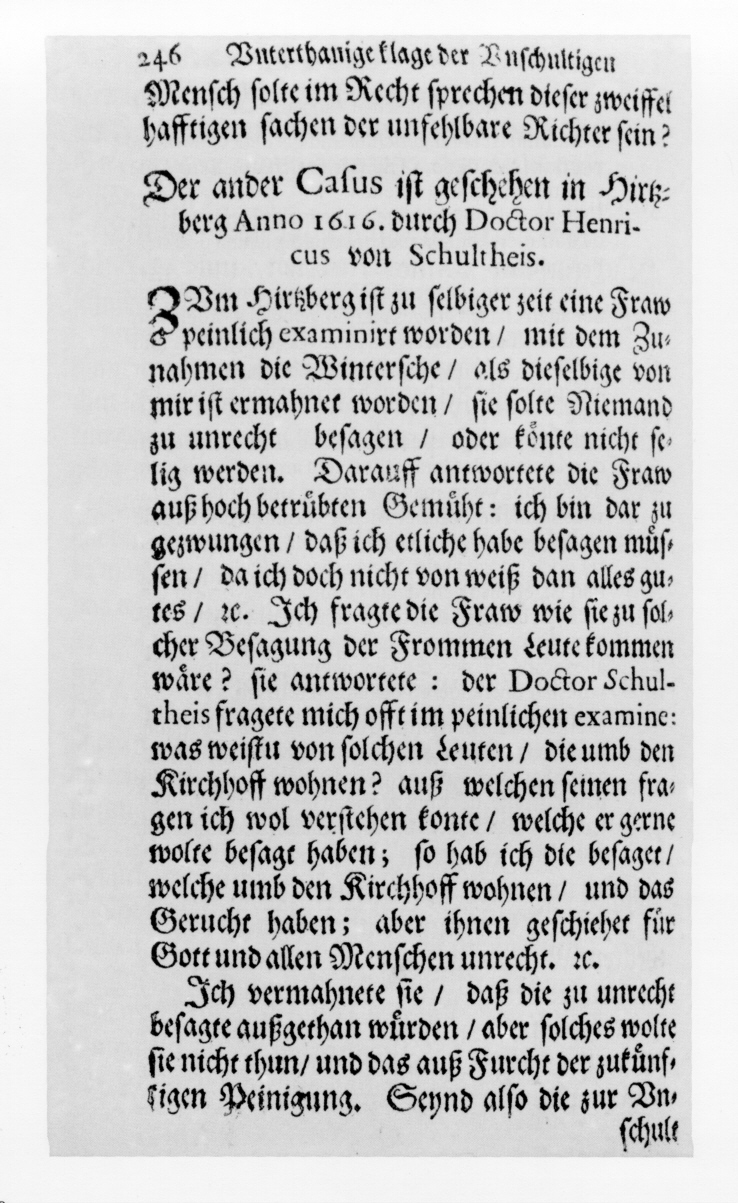
Unterthänige Klage, S. 246.

## Autor und Theoretiker der Hexenprozesse
Schultheiß ist heute vor allem berüchtigt durch sein Buch „Außführliche Instruction Wie in Inquisition Sachen des grewlichen Lasters der Zauberey...zu procediren“ von 1634. Dieses Buch hatte mit etwa 500 Seiten einen durchaus beachtlichen Umfang. Allerdings handelte es sich weniger um ein wissenschaftlich-juristisches Werk im engeren Sinne, sondern um eine Schrift, die sich vornehmlich an den Adel in seiner Eigenschaft als Inhaber der Patrimonialgerichtsbarkeit richtete. Dafür sprechen sowohl die deutsche Sprache wie auch die Dialogform der Schrift. Auch inhaltlich war es nur teilweise eine Anleitung, wie ein Hexenprozess zu führen sei. Daneben spielte auch die Rechtfertigung des eigenen Vorgehens, etwa im Fall des Bürgermeisters von Essen, im Herzogtum Westfalen und dem Hochstift Paderborn eine wichtige Rolle.
Bemerkenswerterweise ging Schultheiß nur indirekt auf den ebenfalls eng mit Paderborn verbundenen Zeitgenossen Friedrich Spee von Langenfeld und seine gegen die Hexenprozesse gerichtete Streitschrift „Cautio criminalis, seu de processibus contra Sagas Liber“ ein.
Inwieweit die Schrift von Schultheiß tatsächlich Einfluss hatte, ist unbekannt, da nicht klar ist, in welcher Auflage sie erschienen war. Heute existieren noch fünf Exemplare. Auch war sein Buch bei den Zeitgenossen nicht unumstritten. Vielmehr haben sie vielfach das Werk negativ beurteilt.
Das Buch Hochnötige Unterthanige Wemütige Klage Der Frommen Unschültigen des Amsterdamer Kaufmanns Hermann Löher von 1676 gibt z. B. auf S. 246 ein Verhör des damaligen Hirschberger Richters Heinrich von Schultheiss von 1616 wieder, der eine Angeklagte, die Wintersche, verhört und dabei Antworten suggeriert. Mit dieser Angeklagten hat sich der Hirschberger Pfarrer Michael Stappert unterhalten und diese Aufzeichnungen gemacht.
Wie anachronistisch das Buch von Schultheiß offenbar war, zeigt die Distanzierung von Kurfürst Ferdinand von Köln, der selbst einer der Verantwortlichen für zahlreiche Hexenprozesse war. Geradezu katastrophal für den Autor fiel ein Gutachten seiner eigenen „Alma mater“ der Universität Köln aus. Darin hieß es unter anderem: Die Schrift von Schultheiß „fuße auf ungewissen Grundfesten, nämlich auf menschlichen Mutmaßungen, auf liederlichen, frevlerischen Nachdenken...“

## Veröffentlichungen
- Eine Außführliche Instruction Wie in Inquisition Sachen des grewlichen Lasters der Zauberey gegen Die Zaubere der Göttlichen Majestät und der Christenheit Feinde ohn gefahr der Unschuldigen zu procediren ... Köln 1634 (Digitalisat)